# Tårs Sogn (Guldborgsund Kommune)
Tårs Sogn 
ist eine ehemalige Kirchspielsgemeinde (dän.: Sogn)
auf der Insel Lolland im südlichen Dänemark.
Bis 1970 gehörte sie zur Harde Musse Herred im damaligen Maribo Amt, danach zur Sakskøbing Kommune im Storstrøms Amt, die im Zuge der  Kommunalreform zum 1. Januar 2007 in der Guldborgsund Kommune in der Region Sjælland aufgegangen ist.
Am 1. Dezember 2024 wurden Tårs Sogn und Radsted Sogn zum Radsted-Tårs Sogn vereinigt.
Im Kirchspiel lebten am 1. Oktober 2024 459 Einwohner.
Im Kirchspiel liegt die Kirche „Tårs Kirke“.
Nachbargemeinden sind im Norden Vigsnæs Sogn, im Osten Majbølle Sogn, im Süden und im Westen Sakskøbing Sogn.